# Miami-Dade Metromover

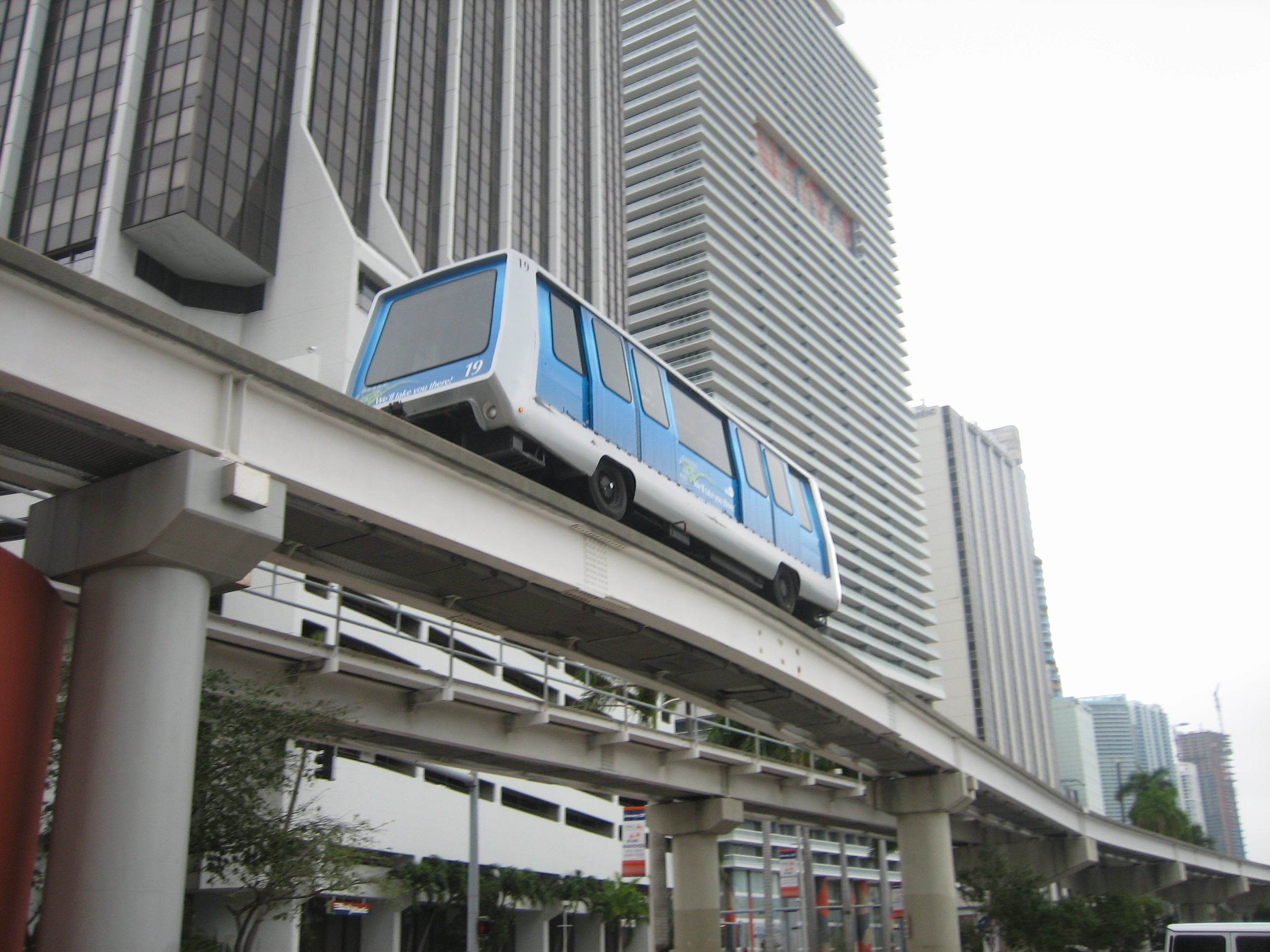
Der Miami-Dade Metromover

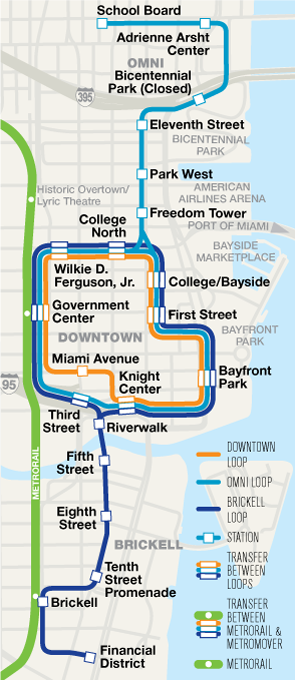
Karte der Miami-Dade Metromover

Der Miami-Dade Metromover ist ein Peoplemover, der in der Innenstadt von Miami im US-Bundesstaat Florida verkehrt und dort zahlreiche Bürogebäude und öffentliche Einrichtungen untereinander verbindet. Am 17. April 1986 wurde der Innenstadtring eröffnet, der später um Außenäste erweitert wurde. Hersteller von Wagen, Zugsicherungssystem und Energieversorgung war die Schienenfahrzeugsparte der AEG, später aufgegangen in Adtranz und Bombardier. Das System bedient 20 Stationen und befördert rund 28.500 Fahrgäste am Tag. Er wird von der örtlichen Verkehrsbehörde Miami-Dade Transit betrieben.
Die Nutzung des Metromovers ist kostenlos.

## Streckennetz
Das Streckennetz ist 4,4 Meilen (7,1 km) lang und besteht aus drei Strecken: Eine zweigleisige, gegenläufig befahrene Schleife mit einer Seitenlänge von etwa 0,5 Meilen (0,8 km) auf der Nordseite des Miami verläuft entlang der North Fifth Street im Norden, der Second Avenue und dem Biscayne Blvd im Osten, der South Third Street im Süden und West First Avenue im Westen. Von dieser Schleife zweigen zwei Stichstrecken ab, eine nach Süden zur South 14th Street im Brickell Financial District auf der anderen Seite des Miami und eine weitere nach Norden zur American Airlines Arena, dem Busbahnhof und dem ehemaligen Einkaufszentrum Omni. Die Stationen Government Center auf der Westseite der Schleife und Brickell an der Südstrecke dienen als Umsteigebahnhöfe zur Hochbahn.
Auf den Strecken verkehren insgesamt drei Linien. Die Downtown Loop verkehrt auf der inneren Schleife im Uhrzeigersinn, die Kurse der Brickell Loop und der Omni Loop bedienen je eine der beiden Stichstrecken und befahren die Schleife im Gegenuhrzeigersinn.
Im Dezember 2013 wurde die Station Bicentennial Park unter dem neuen Namen Museum Park wieder eröffnet. 
Die Strecken sind allesamt aufgeständert angelegt. Entlang der Trasse steht dabei eine einzelne Reihe aus Stahlbetonstützen, auf denen pro Gleis ein Längsträgerpaar aus weiß lackiertem Stahl montiert ist. Auf jedem dieser Paare wiederum ruhen zwei „halbe“ Betonfahrbahnen, zwischen denen mittig eine metallene Führungsschiene angeordnet ist.

## Fahrzeuge

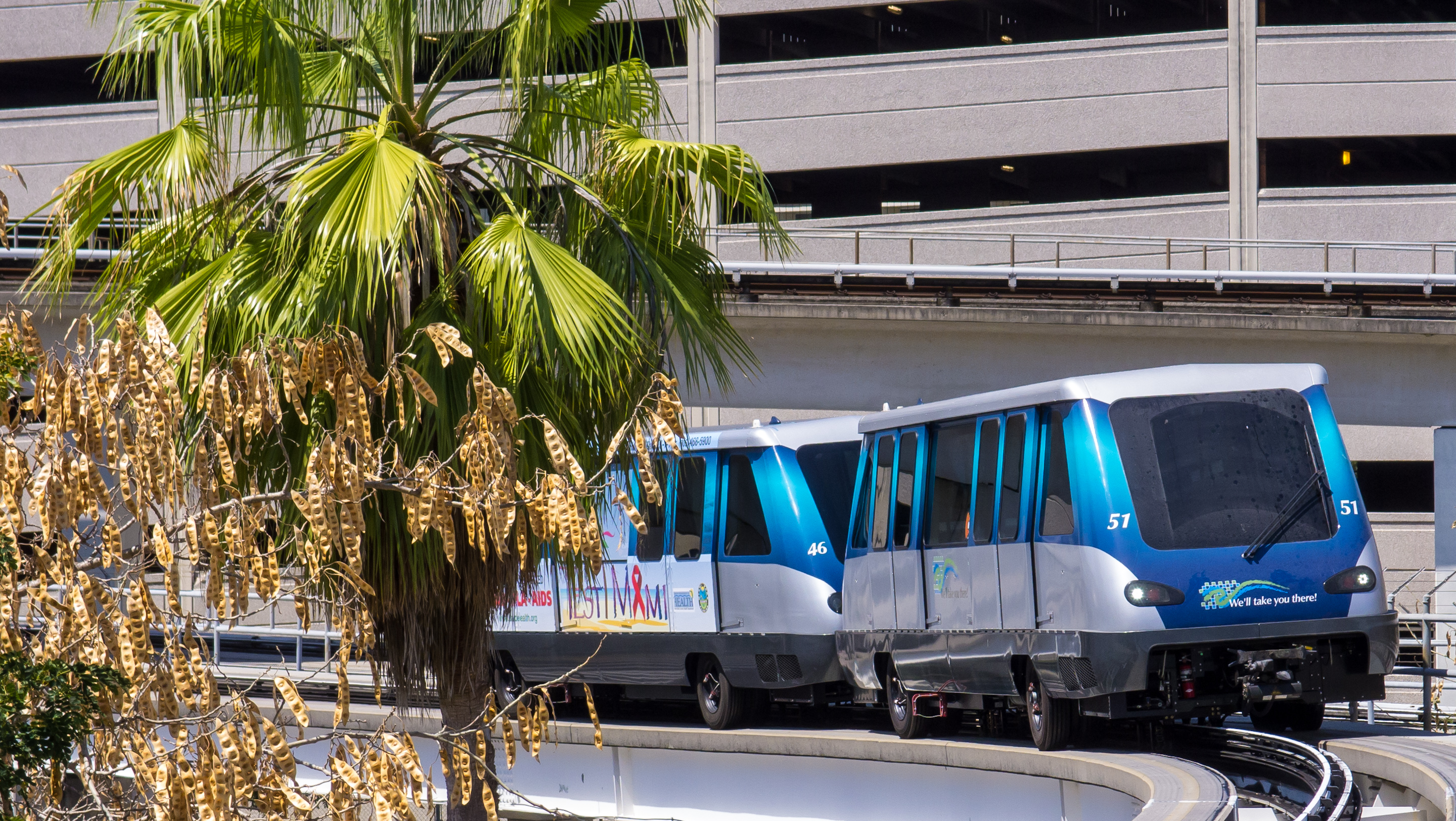
Aktuelles Rollmaterial

Der Wagenpark besteht aus insgesamt 29 fahrerlosen Kabinen vom Typ Bombardier CX-100. Diese werden durch die Schiene in der Mitte geführt und mit Strom versorgt. Dabei rollen sie auf vier Gummireifen über die Betonfahrbahn.